# Phractocephalus
Los cajaros o pirararas (Phractocephalus) pertenecen a un género de peces siluriformes de agua dulce de la familia de los pimelódidos, el que cuenta con una única especie viviente (Phractocephalus hemioliopterus), que habita en aguas tropicales de Sudamérica.

## Taxonomía
Este género fue descrito originalmente en el año 1829 por el ictiólogo suizo Louis Agassiz. La especie tipo es Silurus hemioliopterus Bloch & Schneider, 1801 (hoy Phractocephalus hemioliopterus). 
Etimología
Etimológicamente el término genérico Phractocephalus se construye con palabras en idioma griego, en donde: phraktos significa 'valla' y kephale es 'cabeza'.
Antigüedad
En base al registro fósil se sabe que este género tiene una edad mínima de alrededor de 13 500 000 años.
Subdivisión
Este género cuenta con una especie viviente y por lo menos otras dos solo conocidas por el registro fósil, una de ellas ya descrita formalmente. La tercera especie es conocida de restos colectados en el estado de Acre (Brasil) y una posible cuarta especie fue encontrada en el Mioceno de la Argentina. 
Las especies ya descritas y nominadas son: 
- Phractocephalus hemioliopterus Bloch & Schneider, 1801[5] Es una especie viviente, que habita en el trópico sudamericano.[6]
- Phractocephalus nassi † Lundberg & Aguilera, 2003 Es una especie extinta, exhumada del Mioceno superior de Urumaco, estado de Falcón, Venezuela,[7] en cuencas del mar Caribe en donde hoy no habita el género.[4]

- Phractocephalus acreomatus Aguilera, Bocquentin, Branco, Lundberg & Maciente, 2008

Se conoce solo de restos fósiles colectados en el estado de Acre, en el oeste de Brasil, en perfiles correspondientes a la Formación Solimões (Mioceno superior).
- Phractocephalus yaguaron Bogan & Agnolín, 2019[10]  Muestras de esta especie fueron exhumadas en diferentes localidades cercanas a la ciudad de Paraná, capital de la provincia de Entre Ríos, en el nordeste argentino, 2000 km hacia el sur de las localidades más australes donde hoy habita la única especie viviente del género.[11] El estrato portador donde fueron colectados es el llamado "Conglomerado Osífero", el que constituye la mayor proporción de las capas inferiores del tipo fluvial de la Formación Ituzaingó, de edad Tortoniense (Mioceno).[11] El registro concuerda con la información que se tenía para las características ambientales en esa época que presentaba la región, en concordancia con temperaturas mayores que las actuales y amplias conexiones hidrográficas entre las cuencas de los ríos del Plata y de la cuenca amazónica, situación que prevaleció hasta por lo menos, el principio del Mioceno tardío. La fauna de vertebrados acuáticos que comparte el estrato soporte muestra una composición genérica similar a varias unidades del Mioceno del norte de América del Sur en donde también se colectaron muestras del género Phractocephalus.[11]

Materiales fragmentarios identificados solo a nivel genérico fueron recolectados de estratos del Mioceno medio de La Venta, Colombia.
La especie Phractocephalus ivy Azpelicueta & Cione, 2016 fue transferida al género Steindachneridion (es decir: Steindachneridion ivy).

## Morfología
Se han medido ejemplares de 134 cm de longitud total y 44,2 kg de peso.
Debido al porte destacado que pueden alcanzar, los pirararas son buscados por pescadores deportivos. Se alimentan de peces, cangrejos y frutos. Son peces habituales en acuarios públicos dado lo atractivo que resulta su colorido y enorme tamaño. 
También se lo cría en emprendimientos acuícolas para alimentación humana. En cautiverio puede generar híbridos con especies de surubíes (Pseudoplatystoma).

## Distribución geográfica
Colectas asignadas a este género solo se han efectuado de manera nativa en América del Sur, en ambientes de agua dulce tropical, desde Venezuela hasta el nordeste de la Argentina (en esta última solo como fósil). Hoy día Phractocephalus se distribuye en las cuencas de los ríos Orinoco, Amazonas y Esequibo, en Colombia, Venezuela, Guyana, Ecuador, Perú, Bolivia y Brasil. 